# Nikolaus Breuel
Peter Nikolaus Breuel (* 23. April 1960 in Hamburg) ist ein deutscher Unternehmensberater und Manager.

## Leben
Nikolaus Breuel wuchs in Hamburg als ältester Sohn des Verlagskaufmanns Ernst-Jürgen Breuel und der ehemaligen Präsidentin der Treuhandanstalt Birgit Breuel auf. Er studierte Rechtswissenschaft und promovierte an der Universität Hamburg 1992 über das Thema Strompreise für Sonderabnehmer im Gefüge der Verfassung.
Er hat bei M. DuMont Schauberg und der Unternehmensberatung Roland Berger gearbeitet. 1993 übernahm Breuel die Geschäftsführung eines Joint Ventures der Deutschen Bundesbahn und dem Dienstleistungsunternehmen „(dvm-Gruppe)“. 1994 wurde er Geschäftsführer der BRG-Servicegesellschaften in Berlin und Leipzig. 1996 wurde Breuel Sprecher der Geschäftsführung der dvm-Holding. Als Leiter der Konzernentwicklung der Deutschen Bahn AG war Breuel ab 2000 für strategische Projekte, insbesondere das Sanierungsprogramm „Fokus“, verantwortlich. Ab 2004 war Breuel Vorsitzender des Vorstandes der DB Fernverkehr AG. In der Zeit seines Vorsitzes kehrte der Fernverkehr in die Gewinnzone zurück. 2010 wurde Breuel durch Berthold Huber ersetzt und verließ nach 17 Jahren die Deutsche Bahn AG.
2011 gründete Breuel mit dem ehemaligen stellvertretenden Vorsitzenden des Aufsichtsrats von Roland Berger die Unternehmensberatung Karl-J. Kraus GmbH, deren Geschäftsführender Gesellschafter er wurde. Seit 2014 ist er Aufsichtsratsvorsitzender der YOC AG.
Breuel ist Vorstandsvorsitzender der Humboldt-Universitäts-Gesellschaft in Berlin sowie Mitglied des Präsidiums des Wirtschaftsrates der CDU.
Zum 1. Oktober 2015 wurde Breuel aus dem Aufsichtsrat der Hamburger „D+S communication center management GmbH“ zu dessen Geschäftsführer berufen. Mit Wirkung zum 1. August 2016 kehrte er in den Aufsichtsrat zurück.
Breuel ist verheiratet und hat zwei Kinder.

## Werke
- Schlossplatz, Berlin. dtv, München 2015, ISBN 978-3-423-28050-1.
- Blumenrepublik Deutschland. tredition, Hamburg 2018, ISBN 978-3-7482-0925-6.